# 詹弗兰科·隆巴尔迪
詹弗兰科·隆巴尔迪（義大利語：Gianfranco Lombardi，1941年3月20日—2021年1月22日），意大利男子篮球运动员。他曾随意大利国家队参加1960年、1964年和1968年三届夏季奥运会，分别获得第四名、第五名和第八名。